# 633 (číslo)
Šest set třicet tři je přirozené číslo. Následuje po čísle šest set třicet dva a předchází číslu šest set třicet čtyři. Římskými číslicemi se zapisuje DCXXXIII a řeckými číslicemi χλγ.

## Matematika
633 je:
- Deficientní číslo
- Poloprvočíslo
- Nešťastné číslo

## Astronomie
- (633) Zelima je planetka hlavního pásu, kterou objevil v roce 1907 August Kopff

## Roky
- 633
- 633 př. n. l.